# Torneig d'Històrics del Futbol Català 2010
La XXVa edició del Torneig d'Històrics del Futbol Català fou organitzada de nou, després de vuit anys, pel seu fundador el Futbol Club Martinenc amb motiu de les noces de plata de l'event i del centenari de l'entitat. Es disputà a principis d'agost de 2010 al camp municipal del Guinardó. Hi participaren 12 clubs repartits en quatre grups de 3 equips que s'enfrontaren en eliminatòries triangulars (tres partits de 45 minuts) amb els vencedors de cada grup avançant vers les semifinals i final, jugades a 90 minuts. Destaquen les absències del Centre d'Esports L'Hospitalet, finalista l'any passat, que declinà la invitació essent substituït pel Reial Club Deportiu Espanyol B, i la Unió Deportiva Atlètica Gramenet, present en les últimes cites assolint dos campionats i dos subcampionats, el lloc del qual fou ocupat pel Club de Futbol Muntanyesa, que acabava de pujar per primer cop a Tercera Divisió. El Club Esportiu Europa guanyà el seu primer títol desfent així la seva maledicció en el torneig, únic equip potent d'entre els fundadors que encara no ho havia fet.

## Distribució de grups
| Grup 1         | Grup 2         | Grup 3       | Grup 4         |
| -------------- | -------------- | ------------ | -------------- |
| UE Sant Andreu | CE Sabadell FC | CF Badalona  | RCD Espanyol B |
| FC Martinenc   | UA Horta       | CE Júpiter   | CE Europa      |
| UE Sants       | CE Premià      | CF Montañesa | CD Masnou      |

|  | Campió vigent            |
|  | Cap de sèrie             |
|  | Debutant                 |
|  | Segona Divisió B         |
|  | Tercera Divisió          |
|  | Primera Divisió Catalana |
|  | Preferent Territorial    |
|  | Primera Territorial      |

Font: Corporació Catalana de Mitjans Audiovisuals

## Resultats i classificacions
| Grup 1 |

| 2 agost 2010 | UE Sant Andreu                                                                                                  | 1 – 0                                         | FC Martinenc                                                                                        | El Guinardó, Barcelona                                                                                   |  |
| 18:30        | Moyano 33' Morales · Álex Cacho, Pelegrí, Moyano, Uri Grau · Curro, Héctor Bueno, Blanco, Aday · Miguélez, Joel | Mundo Deportivo Històrics CE Europa Minuto 91 | Yamandu Benjamín, Miguel, David Amat, Aitor Biescas, Héctor García, Ricardo, Eduardo Castillo, Joel | Guinardó · 500 espectadors · Juan Manuel Martín Varas · Lluís Company Jiménez · Xavier Bartomeu García · |  |

| 2 agost 2010 | FC Martinenc                                                                             | 0 – 1                                         | UE Sants | El Guinardó, Barcelona                                                                                   |  |
| 19:30        | Yamandu Miguel, Cámara, Mohammed, David Amat Òscar Cornet, César, Ariel, Pol Àxel, Vidal | Mundo Deportivo Històrics CE Europa Minuto 91 | 40' Marcos Forzinetti Jordi · Óscar, Oriol, Fran, Rueda · Marcos Forzinetti, Gala, Manu, Dani Acosta · Carlos, Cano | Guinardó · 500 espectadors · Lluís Company Jiménez · Juan Manuel Martín Varas · Xavier Bartomeu García · |  |

| 2 agost 2010 | UE Sant Andreu                                                                                               | 0 – 0                                         | UE Sants                                                                                                   | El Guinardó, Barcelona                                                                                   |  |
| 20:30        | Olivé Poño, Pelegrí, Moyano, Dani Guillén Tarradellas, Héctor García, Xavi Moro, Dani Martí Llobet, Matamala | Mundo Deportivo Històrics CE Europa Minuto 91 | Carulla Òscar, Oriol, Fran, Acosta Marcos Forzinetti, Rangel, Xavi Pascual, Hanza Dani Tacón, Miguel Ángel | Guinardó · 500 espectadors · Xavier Bartomeu García · Juan Manuel Martín Varas · Lluís Company Jiménez · |  |
|              | | Tanda de penals                               | | |  |
|              | | 4 – 2                                         | | |  |

|    |  |                | Punts | J | G | E | P | GF | GC | DG |
| -- |  | -------------- | ----- | - | - | - | - | -- | -- | -- |
| 1. |  | UE Sant Andreu | 4     | 2 | 1 | 1 | 0 | 1  | 0  | 1  |
| 2. |  | UE Sants       | 4     | 2 | 1 | 1 | 0 | 1  | 0  | 1  |
| 3. |  | FC Martinenc   | 0     | 2 | 0 | 0 | 2 | 0  | 2  | 2  |
|    |  |                |       |   |   |   |   |    |    |    |

| Grup 2 |

| 3 agost 2010 | CE Sabadell FC                                                                         | 0 – 1                                                               | UA Horta                                                                              | El Guinardó, Barcelona                                                                             |  |
| 18:30        | Albert Toni Lao, Álex, Pep Pagès, Mikel Raúl, Puigdollers, Roberto, Chica Nelber, Fito | Mundo Deportivo Històrics CE Europa Minuto 91 Arlequinados Vallados | 31' Èric Adri · Sergi, Uri, Arias, Carlos · Èric, Aitor, Lolo, Pol · Isma, Juan Pedro | Guinardó · 500 espectadors · Jordi Pertegal Méndez · Albert López Martínez · Arnau Llopart Carbó · |  |
|              |                                                                                        | Tanda de penals                                                     |                                                                                       | |  |
|              |                                                                                        | 4 – 5                                                               |                                                                                       | |  |

| 3 agost 2010 | CE Sabadell FC                                                                                            | 0 – 1                                                               | CE Premià | El Guinardó, Barcelona                                                                             |  |
| 19:30        | De Navas Chapi, Bermudo, Álex, Agustín Javi Sánchez, Juvenal, Mario Quereda, Eneko Joaquín, Alberto Manga | Mundo Deportivo Històrics CE Europa Minuto 91 Arlequinados Vallados | 16' Jonathan Pablo Doñate · Javi, Litus, Rubén Salvador, Edu · Iván, Xavi Molina, Jonathan, Rubén Escolà · Cristóbal, Kevin | Guinardó · 500 espectadors · Albert López Martínez · Jordi Pertegal Méndez · Arnau Llopart Carbó · |  |

| 3 agost 2010 | UA Horta | 3 – 1                                         | CE Premià                                                                                       | El Guinardó, Barcelona                                                                             |  |
| 20:30        | Mario 14' · Nils 32' · Isma 33' Carles · Jordi Costa, Jaume, Òscar Brinquis, Marcel · Yaco, Joan, Nils, Juan Pedro · Mario, Álex Cortijo | Mundo Deportivo Històrics CE Europa Minuto 91 | 38' Quimet · Cristian · Uri, Litus, Víctor, Abel Moreno · Pol, Sergi, Marc, Maca · Monde, Ayham | Guinardó · 500 espectadors · Arnau Llopart Carbó · Jordi Pertegal Méndez · Albert López Martínez · |  |

|    |  |                | Punts | J | G | E | P | GF | GC | DG |
| -- |  | -------------- | ----- | - | - | - | - | -- | -- | -- |
| 1. |  | UA Horta       | 6     | 2 | 2 | 0 | 0 | 4  | 1  | 3  |
| 2. |  | CE Premià      | 3     | 2 | 1 | 0 | 1 | 2  | 3  | 1  |
| 3. |  | CE Sabadell FC | 0     | 2 | 0 | 0 | 2 | 0  | 2  | 2  |
|    |  |                |       |   |   |   |   |    |    |    |

| Grup 3 |

| 4 agost 2010 | CF Badalona | 0 – 0                                         | CE Júpiter                                                                                | El Guinardó, Barcelona                                                            |  |
| 18:30        | Marcos Quim, Sergi, Bustillo, Carroza Charly Ruiz, Obioma, Xavi Muñoz, David Prats Dani Guerrero, Diego Torres | Mundo Deportivo Històrics CE Europa Minuto 91 | Jaume Israel, Masa, Poche, Bernal Ramón, Héctor, García, Carlitos Vidal Dani Trigo, Aritz | Guinardó · Santiago López Quintana · David Tomás Bauló · Jordi Molina Fernández · |  |
|              | | Tanda de penals                               |                                                                                           |                                                                                   |  |
|              | | 2 – 3                                         |                                                                                           |                                                                                   |  |

| 4 agost 2010 | CF Badalona | 1 – 0                                         | CF Montañesa                                                                                                | El Guinardó, Barcelona                                                            |  |
| 19:30        | Sellarès 40' David Valle · Ferrón, Bustillo, Robles, Óscar Ramírez · Sidibé, Pugui, Xavi Muñoz, Sellarès · Santi Villa, Víctor | Mundo Deportivo Històrics CE Europa Minuto 91 | Édgar Ferran, Xavi Valls, Xavi Comas, Dani Raúl Hernández, Edu San José, Joan, Xavi Jiménez Villegas, Fasih | Guinardó · David Tomás Bauló · Santiago López Quintana · Jordi Molina Fernández · |  |

| 4 agost 2010 | CE Júpiter                                                                      | 0 – 0                                         | CF Montañesa                                                                                        | El Guinardó, Barcelona                                                            |  |
| 20:30        | Sergio Guille, Ismael, Carlos, Sebas Aleix, Israel, Marcos, Èric Adaji, Diéguez | Mundo Deportivo Històrics CE Europa Minuto 91 | Édgar Ferran, Creus, Dani, Edu Aljama Enric, Edu San José, Padilla, Miguel Rubio Quim Araujo, Fasih | Guinardó · Jordi Molina Fernández · Santiago López Quintana · David Tomás Bauló · |  |

|    |  |              | Punts | J | G | E | P | GF | GC | DG |
| -- |  | ------------ | ----- | - | - | - | - | -- | -- | -- |
| 1. |  | CF Badalona  | 4     | 2 | 1 | 1 | 0 | 1  | 0  | 1  |
| 2. |  | CE Júpiter   | 2     | 2 | 0 | 2 | 0 | 0  | 0  | 0  |
| 3. |  | CF Montañesa | 1     | 2 | 0 | 1 | 1 | 0  | 1  | 1  |
|    |  |              |       |   |   |   |   |    |    |    |

| Grup 4 |

| 5 agost 2010 | RCD Espanyol B | 1 – 1                                         | CE Europa                                                                                                   | El Guinardó, Barcelona                                                            |  |
| 18:30        | Dani Nieto 18' Dinu · Fran Grima, Savall, Dani Palacios, Víctor Álvarez · Joselu, David López, Cervera, Dani Nieto · Lucas Porcar, Sergi Darder | Mundo Deportivo Històrics CE Europa Minuto 91 | 26' Parres Cañadas · Narcís, Alberto, Cano, Diego · Guzmán, Iván López, Parres · Nefta, Cebri, Ramon Rovira | Guinardó · Carlos Rodríguez Enrique · Jordi José Barrera · Álex Fernández Pérez · |  |
|              | | Tanda de penals                               | |                                                                                   |  |
|              | | 6 – 5                                         | |                                                                                   |  |

| 5 agost 2010 | CD Masnou                                                                                                  | 0 – 2                                         | CE Europa | El Guinardó, Barcelona                                                            |  |
| 19:30        | Abel Gerard, Miguel, Javier, Carlitos Josu, Brian Arqueros, Marc Esteban, Siso Amigó Javi Sánchez, Carrión | Mundo Deportivo Històrics CE Europa Minuto 91 | 32' Aitor González · 40' Ramon Gatell Belsun · Aitor Olmo, Alberto, Cano, Diego · Aitor González, Iván Álvarez, Valderas · Remo, Cebri, Ramon Gatell | Guinardó · Jordi José Barrera · Carlos Rodríguez Enrique · Álex Fernández Pérez · |  |

| 5 agost 2010 | RCD Espanyol B                                                                                                 | 1 – 0                                         | CD Masnou                                                                                    | El Guinardó, Barcelona                                                            |  |
| 20:30        | Willy 29' Isaac · Ángel, Segarra, Enric Tarrés, Azrack · Blázquez, Óscar Sielva, Isaías, Willy · Romero, Chuli | Mundo Deportivo Històrics CE Europa Minuto 91 | Xavi Sergio, Jonathan, Albert, Rojals Xavi García, Montilla, Marc Esteban, Lucas Masip, Álex | Guinardó · Álex Fernández Pérez · Carlos Rodríguez Enrique · Jordi José Barrera · |  |

|    |  |                | Punts | J | G | E | P | GF | GC | DG |
| -- |  | -------------- | ----- | - | - | - | - | -- | -- | -- |
| 1. |  | CE Europa      | 4     | 2 | 1 | 1 | 0 | 3  | 1  | 2  |
| 2. |  | RCD Espanyol B | 4     | 2 | 1 | 1 | 0 | 2  | 1  | 1  |
| 3. |  | CD Masnou      | 0     | 2 | 0 | 0 | 2 | 0  | 3  | 3  |
|    |  |                |       |   |   |   |   |    |    |    |

| Semifinals |

| 6 agost 2010 | UE Sant Andreu | 1 – 0                                         | CF Badalona                                                                                                | El Guinardó, Barcelona             |  |
| 18:00        | Matamala 21' Morales · Poño, Pelegrí, Moyano, Dani Guillén · Tarradellas, Héctor Bueno, Xavi Moro, Aday · Miguélez, Matamala | Mundo Deportivo Històrics CE Europa Minuto 91 | David Valle Ferrón, Sergi, Bustillo, Carroza Robles, Pugui, Dani Guerrero, David Prats Santi Villa, Sidibé | Guinardó · Òscar Sauleda Torrent · |  |

| 6 agost 2010 | UA Horta                                                                           | 0 – 2                                         | CE Europa | El Guinardó, Barcelona             |  |
| 20:00        | Adri Sergi, Jordi, Jaume, Òscar Brinquis Pol, Lolo, Marcel, Nils Mario, Juan Pedro | Mundo Deportivo Històrics CE Europa Minuto 91 | 21' Alberto · 77' Valderas Cañadas · Narcís, Alberto, Cano, Diego · Guzmán, Iván Álvarez, Valderas · Nefta, Cebri, Ramon Gatell | Guinardó · Daniel Gracia Álvarez · |  |

| Final |

| UE Sant Andreu | 0 – 2                                         | CE Europa            |
| -------------- | --------------------------------------------- | -------------------- |
|                | Mundo Deportivo Històrics CE Europa Minuto 91 | 36' Cebri · 57' Cano |

| Sant Andreu | Europa |

| Oliver Sánchez            |           |     |
| Álex Cacho                |           |     |
| Xavi Pelegrí              | Amonestat | 25' |
| Dani Martí                |           |     |
| Uri Grau                  | Amonestat |     |
| Francisco Sánchez 'Curro' |           |     |
| Héctor García             |           | 61' |
| Lluís Blanco              |           |     |
| Aday                      | Amonestat | 77' |
| Albert Manteca            |           | 61' |
| Joel Álvarez              |           |     |
| Reserves:                 |           |     |
| José Miguel Morales       |           |     |
| Ismael Moyano             |           |     |
| Enric Socías              |           | 25' |
| Dani Guillén              |           | 77' |
| Xavi Moro                 |           |     |
| David Miguélez            |           | 61' |
| Pere Tarradellas          |           |     |
| Héctor Bueno              |           | 61' |
| David Llobet              |           |     |
| Roger Matamala            |           |     |
| Entrenador:               |           |     |
| Natxo González            |           |     |

| Joan Antoni Cañadas      |  |     |
| Narcís Barrera           |  | 64' |
| Alberto González         |  |     |
| Álex Cano                |  |     |
| Raúl Pociello            |  |     |
| Aitor González           |  | 51' |
| Iván Álvarez             |  |     |
| Guillem Parres           |  |     |
| Remo Bruno Forzinetti    |  | 74' |
| Cebrià Queralt 'Cebri'   |  |     |
| Ramon Rovira             |  | 46' |
| Reserves:                |  |     |
| Álex Belsunce 'Belsun'   |  |     |
| Aitor Olmo               |  | 64' |
| Diego Raúl Suárez        |  | 74' |
| Carlos Guzmán            |  |     |
| Daniel Valderas          |  | 51' |
| Iván López               |  |     |
| Neftalí González 'Nefta' |  | 46' |
| Ramon Gatell             |  |     |
| David Márquez            |  |     |
| Entrenador:              |  |     |
| Pedro Dólera             |  |     |

Font: Mundo Deportivo (3-8 agost 2010)

## Golejadors
| Gols |                        |                |
| ---- | ---------------------- | -------------- |
| 1    | Álex Cano              | CE Europa      |
|      | Cebrià Queralt 'Cebri' | CE Europa      |
|      | Daniel Valderas        | CE Europa      |
|      | Alberto González       | CE Europa      |
|      | Roger Matamala         | UE Sant Andreu |
|      | Willy Yemba            | RCD Espanyol B |
|      | Ramon Gatell           | CE Europa      |
|      | Aitor González         | CE Europa      |
|      | Guillem Parres         | CE Europa      |
|      | Dani Nieto             | RCD Espanyol B |
|      | Marc Sellarès          | CF Badalona    |
|      | Quimet Boadas          | CE Premià      |
|      | Isma                   | UA Horta       |
|      | Nils                   | UA Horta       |
|      | Mario                  | UA Horta       |
|      | Jonathan Rodríguez     | CE Premià      |
|      | Èric                   | UA Horta       |
|      | Marcos Forzinetti      | UE Sants       |
|      | Ismael Moyano          | UE Sant Andreu |
|      |                        |                |

Font: Mundo Deportivo (3-8 agost 2010)

## Fets destacats
- El torneig celebra les seves noces de plata.
- El pitxitxi queda per primera vegada desert, ja que 19 jugadors van quedar empatats a un gol.

## Torneig femení
La tercera i darrera edició del torneig d'històrics femení fou igualment organitzada pel Futbol Club Martinenc i disputada el segon cap de setmana del setembre següent. Hi participaren 6 clubs repartits en dos grups de 3 equips que s'enfrontaren en eliminatòries triangulars (tres partits de 45 minuts) amb els vencedors de cada grup avançant vers la final, jugada a 90 minuts. El Reial Club Deportiu Espanyol, en una repetició de la final del 2008, completà el seu triplet de títols guanyant de nou a una Unió Esportiva L'Estartit mermada amb fins set baixes.
| Grup A |

| 11 setembre 2010 | FC Barcelona | 1 – 1 | UE L'Estartit | El Guinardó, Barcelona |  |
| 11:00            |              |       |               | Clot de la Mel ·       |  |

| 11 setembre 2010 | UE L'Estartit | 7 – 0 | FC Martinenc | El Guinardó, Barcelona |  |
| 12:00            |               |       |              | Clot de la Mel ·       |  |

| 11 setembre 2010 | FC Barcelona | 3 – 0 | FC Martinenc | El Guinardó, Barcelona |  |
| 13:00            |              |       |              | Clot de la Mel ·       |  |

|    |  |               | Punts | J | G | E | P | GF | GC | DG |
| -- |  | ------------- | ----- | - | - | - | - | -- | -- | -- |
| 1. |  | UE L'Estartit | 4     | 2 | 1 | 1 | 0 | 8  | 1  | 7  |
| 2. |  | FC Barcelona  | 4     | 2 | 1 | 1 | 0 | 4  | 1  | 3  |
| 3. |  | FC Martinenc  | 1     | 2 | 0 | 0 | 2 | 0  | 10 | 10 |
|    |  |               |       |   |   |   |   |    |    |    |

| Grup B |

| 11 setembre 2010 | RCD Espanyol | 0 – 0 | CE Sant Gabriel | El Guinardó, Barcelona |  |
| 18:00            |              |       |                 | Clot de la Mel ·       |  |

| 11 setembre 2010 | RCD Espanyol | 11 – 0 | Cerdanyola del Vallès FC | El Guinardó, Barcelona |  |
| 19:00            |              |        |                          | Clot de la Mel ·       |  |

| 11 setembre 2010 | CE Sant Gabriel | 7 – 0 | Cerdanyola del Vallès FC | El Guinardó, Barcelona |  |
| 20:00            |                 |       |                          | Clot de la Mel ·       |  |

|    |  |                          | Punts | J | G | E | P | GF | GC | DG |
| -- |  | ------------------------ | ----- | - | - | - | - | -- | -- | -- |
| 1. |  | RCD Espanyol             | 4     | 2 | 1 | 1 | 0 | 11 | 0  | 11 |
| 2. |  | CE Sant Gabriel          | 4     | 2 | 1 | 1 | 0 | 7  | 0  | 7  |
| 3. |  | Cerdanyola del Vallès FC | 1     | 2 | 0 | 0 | 2 | 0  | 18 | 18 |
|    |  |                          |       |   |   |   |   |    |    |    |

| Final |

| UE L'Estartit | 1 – 5 | RCD Espanyol                                       |
| ------------- | ----- | -------------------------------------------------- |
| Mery 30'      |       | 24' 35' 46' Vero · 70' Alba Pomares · 75' Vilanova |

| L'Estartit | Espanyol |

| Esther Sullastres            |  | 69' |
| María Estella                |  |     |
| Vanesa Hermida 'Vane'        |  | 66' |
| Anna Servià                  |  |     |
| María Reche                  |  | 75' |
| Aída García                  |  |     |
| Stefanía Maggiolini 'Steffi' |  |     |
| María Martí 'Mery'           |  | 75' |
| Gio                          |  |     |
| Goretti Donaire              |  |     |
| Tània Martínez               |  |     |
| Reserves:                    |  |     |
| Helena Vallicrosa            |  | 69' |
| Rebeca                       |  | 66' |
| Cecilia                      |  | 75' |
| Jessica Gómez                |  | 75' |
| Entrenador:                  |  |     |
| Rafa Gil                     |  |     |

| María José Pons 'Mariajo' |  | 46' |
| Ane Bergara               |  | 66' |
| Kenti Robles              |  | 46' |
| Lara Rabal                |  |     |
| Willy                     |  |     |
| Sandra Vilanova           |  |     |
| Sara Monforte             |  |     |
| Vanesa Gimbert            |  |     |
| Verónica Boquete 'Vero'   |  |     |
| Núria Mendoza             |  | 61' |
| Silvia Meseguer 'Mesi'    |  | 46' |
| Reserves:                 |  |     |
| Alba Montserrat           |  | 46' |
| Débora García 'Debo'      |  | 66' |
| Sonia Matías              |  | 46' |
| Alba Pomares              |  | 61' |
| Andrea Pereira            |  | 46' |
| Entrenador:               |  |     |
| Óscar Aja                 |  |     |

Fonts: BTV Notícies, Sport (13 setembre 2010) Arxivat 18 de setembre 2016 a Wayback Machine.